# Macrorrhyncha fanjingana
Macrorrhyncha fanjingana är en tvåvingeart som beskrevs av Wu och Yang 1993. Macrorrhyncha fanjingana ingår i släktet Macrorrhyncha och familjen platthornsmyggor.
Artens utbredningsområde är Guizhou (Kina). Inga underarter finns listade i Catalogue of Life.